# Viktor Jeník Zásadský z Gamsendorfu
Viktor Jeník Zásadský z Gamsendorfu (německy Victor Ritter Jenik-Zasadsky von Gamsendorf) (19. prosince 1848 Prešpurk – 11. května 1910 Bolzano) byl rakousko-uherský admirál. U c. k. námořnictva sloužil od roku 1865 a zúčastnil se několika válek. Jako důstojník dělostřelectva postupoval v hodnostech a svou kariéru završil jako velitel válečného přístavu Castelnuovo (1900–1901). Po odchodu do výslužby získal hodnost kontradmirála (1904).

## Biografie

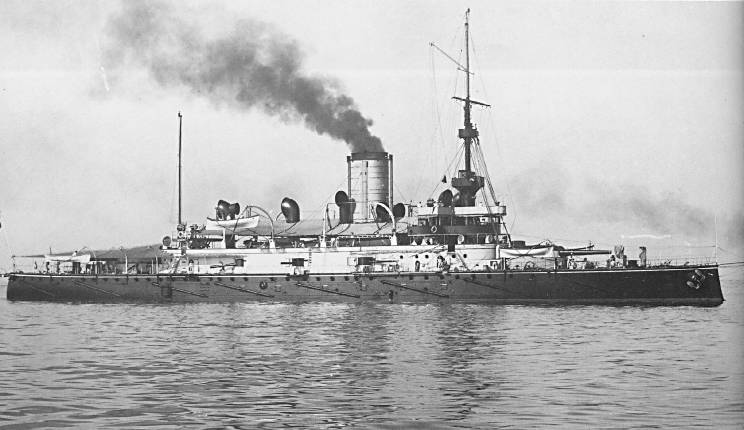
SMS Budapest, vlajková loď kapitána Viktora Jeníka Zásadského z Gamsendorfu v letech 1899–1900

Pocházel ze starého českého šlechtického rodu Jeníků Zásadských z Gamsendorfu, byl synem právníka Jiřího Jeníka Zásadského (1807–1879) a jeho manželky Josefíny, rozené Rumpelmayerové (1825–1903). Studoval na gymnáziu a v roce 1865 vstoupil jako kadet k námořnictvu, kde prošel výcvikem na školní lodi SMS Venus v Rijece. Za války s Itálií se na fregatě SMS Adria zúčastnil bitvy u Visu (1866). V letech 1868–1871 absolvoval na korvetě SMS Erzherzog Friedrich cestu na Dálný východ. Mezitím získal v roce 1871 hodnost praporčíka a v letech 1871–1874 byl pobočníkem admirála Petze. 
Kromě služby na dalších lodích působil také u jednotek námořní pěchoty a Hydrografického úřadu v Pule a postupoval v hodnostech (poručík II. třídy 1879, poručík I. třídy 1884). Jako navigační důstojník sloužil na lodích SMS Lissa a SMS Kaiser Max, působil také v prezidiální kanceláři v námořní sekci na ministerstvu války (1884–1885). Po přidělení k pevnostnímu velitelství a námořnímu arzenálu v Pule byl v letech 1889–1891 dělostřeleckým důstojníkem na obrněné lodi SMS Kronprinzessin Erzherzogin Stephanie.
V hodnosti korvetního kapitána (1. listopadu 1891) byl velitelem námořní pěchoty v Pule (1891–1893), následně byl prvním důstojníkem na obrněné lodi SMS Don Juan d'Austria (1893–1894). K datu 1. listopadu 1894 byl povýšen na fregatního kapitána, zastával funkce šéfa štábu divize a eskadry, v letech 1896–1898 byl přednostou VII. odboru pro výstavbu lodí u Námořního technického výboru. Mezitím získal hodnost kapitána řadové lodi (1. května 1899) a převzal velení bitevní lodi SMS Budapest (1899–1900). Nakonec byl v letech 1900–1901 velitelem přístavu a pevnosti Castelnuovo (dnes Herceg Novi v Černé Hoře). V červnu 1901 byl odeslán na dovolenou a nakonec v roce 1904 penzionován. Při příležitosti odchodu do výslužby získal hodnost kontradmirála (1. července 1904). Po odchodu do penze se usadil v Bolzanu.

## Tituly a ocenění
Byl uživatelem šlechtického titulu rytíř, který rodina získala v 17. století. Během služby u námořnictva získal několik vyznamenání.
- Stříbrná medaile za statečnost (1866)
- Válečná medaile (1873)
- Služební odznak pro důstojníky III. třídy (1890)
- Jubilejní pamětní medaile (1898)
- Vojenský jubilejní kříž (1908)